# Heping (sockenhuvudort i Kina, Hunan Sheng, lat 28,93, long 109,73)
Heping (kinesiska: 和平, 和平乡) är en sockenhuvudort i Kina. Den ligger i provinsen Hunan, i den södra delen av landet, omkring 330 kilometer väster om provinshuvudstaden Changsha. Antalet invånare är 32 090. Befolkningen består av 16 173 kvinnor och 15 917 män. Barn under 15 år utgör 18,0 %, vuxna 15-64 år 75 %, och äldre över 65 år 5,0 %.
Runt Heping är det ganska tätbefolkat, med 116 invånare per kvadratkilometer. Närmaste större samhälle är Lingxi, 13,7 km nordost om Heping. I omgivningarna runt Heping växer huvudsakligen savannskog.
Genomsnittlig årsnederbörd är 1 790 millimeter. Den regnigaste månaden är maj, med i genomsnitt 312 mm nederbörd, och den torraste är december, med 28 mm nederbörd.